# Tecmesse (Amazone)
Pour les articles homonymes, voir Tecmesse.
Dans la mythologie grecque, Tecmesse (en grec ancien Τέκμησσα / Tékmêssa) est une Amazone. Elle est tuée par Héraclès lors de la quête de la ceinture d'Hippolyte, le neuvième de ses douze travaux,. 

## Source
- Diodore de Sicile, Bibliothèque historique [détail des éditions] [lire en ligne] (IV, 16, 2).